# Sicherungstaucher
Sicherungstaucher, auch Reservetaucher oder seltener Sicherheitstaucher genannt, sind zur Absicherung eines Tauchers zusätzlich eingesetzte oder bereitgehaltene Taucher.
Diese können unter anderem beim Eis- oder Sättigungstauchen mit einer zweiten, längeren Sicherungsleine zum Einsatz kommen. Während des Tauchgang stehen sie mit  fast komplett angezogener Tauchausrüstung in der Nähe der Tauchstelle bereit und müssen im Notfall nur noch Maske und Flossen anlegen. Sie werden von einem Signalmann oder Leinenführer dirigiert. Auch beim Apnoetauchen werden Gerätetaucher als Sicherung eingesetzt.
Für das Tauchen in Hilfeleistungsorganisationen schreibt die GUV die Bereitstellung eines komplett ausgerüsteten und einsatzbereiten Sicherungstauchers vor. Beim Eistauchen muss der Sicherungstaucher in der Lage sein, einen verunglückten Taucher innerhalb von 4 bis 5 Minuten an die Wasseroberfläche zu bringen. Beim Sporttauchen ohne erhöhte Gefährdung entspricht das Buddy-System der Anforderung, dass für einen Taucher jederzeit ein Sicherungstaucher für einen Notfall bereitsteht.